# Ernst-Thälmann-Straße
Ernst-Thälmann-Straße ist und war der Name vieler Straßen auf dem Gebiet der ehemaligen DDR und in Ost-Berlin, seltener auch in anderen Gebieten.

## Hintergrund
Ernst Thälmann war Vorsitzender der KPD in der Zeit der Weimarer Republik und wurde von den Nationalsozialisten ermordet. In der DDR wurde er vielfach geehrt. Viele Arbeitskollektive, Schulen, Straßen, Plätze, Orte bzw. Siedlungen und Betriebe in der DDR, wie als eines der bekanntesten Beispiele der VEB SKET (Schwermaschinenbaukombinat Ernst Thälmann) oder die Offiziershochschule der Landstreitkräfte der NVA, trugen ebenfalls seinen Namen.
Nach der Wende 1990 erfolgte in verschiedenen Fällen eine Rückbenennung oder Umbenennung. In Deutschland erinnerten 2019 aber immer noch 613 Straßen und Plätze an Thälmann. Das Beibehalten der Straßennamen wurde kritisiert. Klaus Schroeder weist beispielsweise darauf hin, dass Thälmann die Weimarer Republik zerstören und an ihrer Stelle eine kommunistische Diktatur nach sowjetischem Vorbild errichten wollte. Wer Thälmann durch Straßen ehrt, wolle die freiheitliche Demokratie in Deutschland daher abschaffen oder stehe ihr gleichgültig gegenüber.

## Straßenverzeichnis

### Heutige
In Brandenburg:
- Ernst-Thälmann-Straße in Erkner, Landkreis Oder-Spree
- Ernst-Thälmann-Straße in Frankfurt (Oder)
- Ernst-Thälmann-Straße in Müncheberg, Landkreis Märkisch-Oderland
- Ernst-Thälmann-Straße in Petershagen/Eggersdorf, Landkreis Märkisch-Oderland
- Ernst-Thälmann-Straße in Ruhland, Landkreis Oberspreewald-Lausitz
- Ernst-Thälmann-Straße in Schulzendorf, Landkreis Dahme-Spreewald
- Ernst-Thälmann-Straße in Templin, Landkreis Uckermark

In Mecklenburg-Vorpommern:
- Ernst-Thälmann-Straße in Franzburg, Landkreis Vorpommern-Rügen
- Ernst-Thälmann-Straße in Rostock
- Ernst-Thälmann-Straße in Tribsees, Landkreis Vorpommern-Rügen
- Ernst-Thälmann-Straße in Velgast, Landkreis Vorpommern-Rügen
- Ernst-Thälmann-Straße in Wustrow, Landkreis Vorpommern-Rügen

In Sachsen:
- Ernst-Thälmann-Straße in Bernstadt a. d. Eigen, Landkreis Görlitz
- Ernst-Thälmann-Straße in Bertsdorf-Hörnitz, Landkreis Görlitz
- Ernst-Thälmann-Straße in Drebach, Erzgebirgskreis
- Ernst-Thälmann-Straße in Flöha, Landkreis Mittelsachsen
- Ernst-Thälmann-Straße in Großschweidnitz, Landkreis Görlitz
- Ernst-Thälmann-Straße in Hainichen, Landkreis Mittelsachsen
- Ernst-Thälmann-Straße in Lunzenau, Landkreis Mittelsachsen
- Ernst-Thälmann-Straße in Neuhausen/Erzgeb., Landkreis Mittelsachsen
- Ernst-Thälmann-Straße in Niederwiesa, Landkreis Mittelsachsen
- Ernst-Thälmann-Straße in Oederan, Landkreis Mittelsachsen
- Ernst-Thälmann-Straße in Ostrau, Landkreis Mittelsachsen
- Ernst-Thälmann-Straße in Roßwein, Landkreis Mittelsachsen

In Sachsen-Anhalt:
- Ernst-Thälmann-Straße in Hohe Börde, Landkreis Börde
- Ernst-Thälmann-Straße in Salzwedel, Landkreis Altmarkkreis Salzwedel
- Ernst-Thälmann-Straße in Selke-Aue, Landkreis Harz

In Thüringen:
- Ernst-Thälmann-Straße in Eisenach, Wartburgkreis
- Ernst-Thälmann-Straße in Geratal, Ilm-Kreis
- Ernst-Thälmann-Straße in Weimar

### Ehemalige
| Artikel                                              | Ort                          | Frühere Namen                                  | Jahr der Benennung | Heutiger Name           | Jahr der Rückbenennung | Besonderheiten |
| ---------------------------------------------------- | ---------------------------- | ---------------------------------------------- | ------------------ | ----------------------- | ---------------------- | --- |
| siehe Liste der Straßen und Plätze in Berlin-Moabit  | Berlin-Moabit/Charlottenburg | Kaiserin-Augusta-Allee                         | 1946               | Kaiserin-Augusta-Allee  | 1947                   | [ 3 ] |
| Turmstraße                                           | Berlin-Moabit                | Turmstraße                                     | 1945               | Turmstraße              | 1945                   | [ 4 ] [ 5 ] [ 6 ] |
| siehe Liste der Straßen und Plätze in Berlin-Staaken | Berlin-Staaken               | Isenburger Weg                                 | 1956               | Isenburger Weg          | 1. Oktober 1990        | [ 7 ] [ 8 ] |
| Wilsdruffer Straße                                   | Dresden                      | Wilsdruffer Straße                             | 1954               | Wilsdruffer Straße      | 1991                   | |
| Budapester Straße (Hamburg)                          | Hamburg                      | Eimsbütteler Straße                            | 1946               | Budapester Straße       | 1956                   | Nach der blutigen Niederschlagung des Aufstandes in Budapest 1956 wurde die Straße allerdings in Budapester Straße umbenannt, da man in dieser Zeit keine westdeutsche Straße nach Kommunisten benannt haben wollte. |
| Ernst-Thälmann-Straße, siehe Magdeburger Straßen/E   | Magdeburg                    | Adolf-Hitler Straße                            | 0                  | Birkenallee             | 0                      | |
| Eisenbahnstraße (Leipzig)                            | Leipzig                      | Eisenbahnstraße                                | 1945               | Eisenbahnstraße         | 1991                   | [ 9 ] |
| Hauptstraße                                          | Radebeul                     | 0Bahnhofstr., 1933 Hindenburgstr.              | 19450              | Hauptstraße             | 1991                   | Liste der Denkmale der Kulturgeschichte in Radebeul, Wohn- und Geschäftshaus Richard Lindner |
| Ernst-Thälmann-Straße                                | Schöneiche bei Berlin        | Kaiser-Wilhelm-II.-Straße, Adolf-Hitler-Straße |                    | Brandenburgische Straße |                        | |